# Concei
Concei là một đô thị ở Trentino ở vùng Trentino-Alto Adige/Südtirol của Ý, tọa lạc cách 35 km về phía tây nam của Trento. Tại thời điểm ngày 31 tháng 12 năm 2004, đô thị này có dân số 793 người và diện tích là 30,4 km².
Concei giáp các đô thị: Tione di Trento, Bleggio Superiore, Fiavè, Zuclo, Tenno, Pieve di Bono, Riva del Garda, Bezzecca và Pieve di Ledro.